# Земля вампиров
«Земля вампиров» (англ. Stake Land) — американский постапокалиптический фильм, поставленный режиссёром Джимом Миклом и вышедший в 2010 году. Низкобюджетная драма, совмещающая в себе также жанры, как зомби-хоррор и роуд-муви, была высоко оценена кинокритиками. В главной роли выступил Ник Дамичи, игравший и в предыдущих картинах Микла. Как и в фильме «Малберри-стрит», Дамичи был основным автором сценария.
При бюджете около 625000 долларов фильм удостоился наград на фестивалях кино в Монреале, Торонто и Амстердаме и открыл режиссёру дорогу к признанию.
В России премьера состоялась 15 сентября 2011 года.

## Сюжет
После распространения вируса многие превратились в вампиров — это «живые мертвецы», которые нападают на людей и раздирают их, а укушенный сам становится вампиром. Вампиры действуют по ночам, боятся огня и сгорают на солнце. Юг США полностью захвачен ими, а на севере, за канадской границей, по слухам, находится Нью-Иден («Новый Эдем»), свободный от вампиров.
Подросток Мартин, чью семью убили вампиры, встречает человека по имени Мистер, убийцу вампиров, который берёт его с собой в путешествие в Нью-Иден. Мистер обучает Мартина убивать вампиров при помощи кольев, которые надо воткнуть в сердце или отделить головной мозг от тела. По дороге Мистер и Мартин заезжают в хорошо защищённые «закрытые города», где ещё продолжается относительно нормальная жизнь людей.
Однажды они спасают от двух насильников пожилую монахиню, причём Мистер убивает обоих преследователей. Вскоре охотники на вампиров попадают в ловушку, подстроенную религиозными фанатиками из братства. Члены братства считают вампиров божьей карой и отдают им на съедение тех, кто идёт против братства. Главой братства является Джебедия, сына которого (один из насильников) убил Мистер. Он говорит, что оставит Мартина и монахиню в братстве, а вот Мистера накажет, отдав на съедение вампирам. Однако брошенному ночью к вампирам Мистеру удаётся расправиться с ними и бежать. Мартин также убегает от братства и возле оставленной ими машины встречает Мистера.
В одном из городов они берут с собой в попутчики девушку по имени Белль, которая осталась одна, и ждёт ребёнка. По дороге к ним присоединяется бывший морской пехотинец Вилли, пострадавший от сектантов. Узнав о новых зверствах братства, Мистер со спутниками ночью нападают на пост сектантов, берут в плен Джебедию и привязывают его к дереву, оставляя на растерзание вампирам. Вскоре они оказываются на празднике в закрытом городе, где встречают сбежавшую от братства монахиню. Вдруг в небе появляется вертолёт, с которого на город сбрасывают вампиров: так братство поступает с теми, кто не подчиняется им.
Утром Мистер и его четверо спутников продолжают путь на север, а когда их машина ломается, идут пешком через леса.
Однажды ночью на стоянке заброшенных машин на группу нападают вампиры. Люди спасаются бегством. Обессиленная монахиня стреляет в одного из них, но, оказавшись в окружении, просит у бога прощения и совершает самоубийство.
Отряд продолжает путешествие по лесам и находит убежище в брошенном автобусе. Как-то ночью пропадает Вилли, позже находят его труп. Мистер понимает, что имеет дело с необычным вампиром, который обходит ловушки и, похоже, обладает интеллектом. Однажды на привале Мистер видит бегущего по лесу вампира и охотники бросаются за ним, оставив Белль возле костра. Отправившись утром по следам вампира, они находят заброшенный дом. Мартин с дробовиком бросается внутрь и видит истекающую кровью Белль, привязанную к стене. На Мартина нападает вампир, в котором тот узнаёт Джебедию.
Мистер вступает в схватку с вампиром, но тот явно сильнее его. Он прибивает руки Мистера кольями к стене и произносит монолог, в котором говорит о том, что бог проявил над ним свою волю. Мартину вместе с Мистером удаётся убить Джебедию, затем Мартин убивает Белль.
Мистер и Мартин продолжают путь. Они встречают девушку Пегги, владелицу придорожного кафе, которая убивает вампиров из арбалета. Мистер наблюдает за тем, как молодые люди вдвоём разделываются ночью с вампирами, атакующими дом. Он видит, как Мартин бросается наружу и протыкает колом вампира, которого Пегги никак не удаётся убить. Наблюдая за спящими подростками, Мистер понимает, что Мартин уже повзрослел и что вдвоём с Пегги они смогут пережить все трудности.
Когда утром Мартин просыпается, он понимает, что Мистер ушёл, оставив их одних. Утром молодые люди садятся в машину и вскоре оказываются у канадской границы, у въезда в Нью-Иден.

## В ролях
| Актёр           | Роль           |
| --------------- | -------------- |
| Коннор Паоло    | Мартин         |
| Ник Дамичи      | Мистер         |
| Даниэль Харрис  | Белль          |
| Келли Макгиллис | Сестра         |
| Шон Нельсон     | Вилли          |
| Майкл Серверис  | Джебедия Ловен |

## Критика
Обозреватель журнала «Афиша» Станислав Зельвенский, оценив фильм на 4 балла из 5, назвал его «простым и умным постапокалиптическим роуд-муви», отметил, что «Земля вампиров» «…замечательно, без всяких скидок на бюджет и поджанровое гетто, сделана и придумана» и что «фильм в итоге сворачивает с казалось бы прямой дороги: зомби-хоррор задним числом оказывается романом воспитания, а апокалипсис — школой не выживания, но жизни».
По мнению Макса Милиана, фильм «напоминает насмотренному зрителю сразу все и одновременно ничего», причём режиссёру «удалось превратить заведомый треш-хоррор в человеческую драму, где на первом плане не вампиры пубертатного периода, а живые люди, обладающие своим неповторимым характером». В целом, «положительному восприятию сюжета способствуют не только хорошо сыгранные актерами роли, но и толково использованная музыка, оригинальный грим вампиров и талантливая операторская работа, выполненная в стиле инди-фильмов».
Обозреватель газеты «Ведомости» Олег Зинцов отмечает, что главная тема фильма — это «история взросления, потери и обретения семьи».